# J. F. Wiessner & Sons Brewing Company

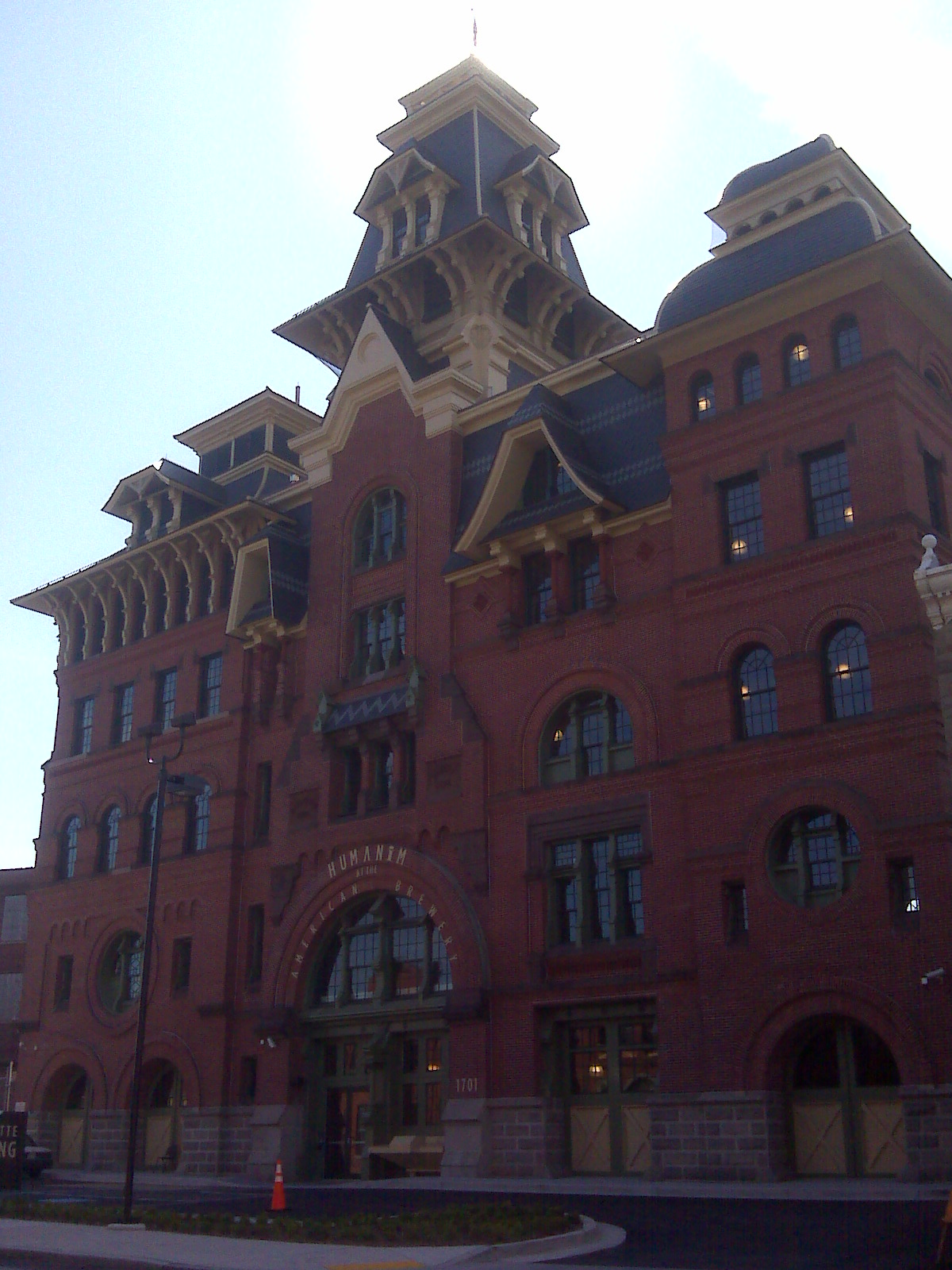
Renoviertes Hauptgebäude der J. F. Wiessner & Sons Brewing Company (2009)

Die J. F. Wiessner & Sons Brewing Company ist eine ehemalige US-amerikanische Brauerei in Baltimore. Sie wurde 1863 gegründet und mit dem Beginn der Prohibition geschlossen.

## Geschichte
Im Jahr 1853 emigrierte der im bayerischen Uehlfeld geborene John Frederick Wiessner in die USA. In der George Rost Brewery in Baltimore fand er eine Arbeitsstelle als Braumeister. Mit seinem Schwager George Baurenschmidt fasste er den Entschluss, eine eigene Brauerei zu eröffnen. Um Kapital für die Gründung aufzutreiben, reiste Wiessner 1862 nach Deutschland zurück und kehrte ein Jahr später mit genug Geld zurück, um ein Landstück an der 1700 North Gay Street zu pachten, einem damals vornehmlich von deutschen Einwanderern geprägten Stadtteil. Zudem bekam er einen Kreditzuschuss von den Malzhändlern Levi und Henry Straus, die indirekt auch an der Gründung der National Brewing Company beteiligt waren. Auf diesem Grundstück gründete Wiessner die John F. Wiessner Brewing Company mit angeschlossenem Wirtshaus und Biergarten. Für das Stadtbild auffällig war die knapp fünf Meter hohe Statue des Brauerpatrons Gambrinus an der Front des Brauereikomplexes. Zur Gründungszeit betrug das Produktionsvolumen circa 1.500 Barrel pro Jahr. Gegenüber der Brauerei lag das verhältnismäßig große Haus der Wiessners, in welchem nicht nur die Familie, sondern auch etliche von Wiessner aus Deutschland angeworbene Brauereiarbeiter wohnten. Wie in vielen Brauereien üblich, sorgte er für Kost und Logis seiner Angestellten. 
Über die Jahre entwickelte sich die Wiessner-Brauerei erfolgreich, so dass 1877 ein neues Hauptgebäude gebaut wurde. Neun Jahre später wurde ein Kredit von 10.000 US-Dollar aufgenommen, um die Produktionskapazität der Brauerei zu erhöhen – der Architekt und Baumeister Charles Stoll errichtete ein fünfstöckiges Brauhaus. 1891 befand Wiessner seine Söhne als reif genug, um in die Firma einzusteigen. Sein Sohn John Jr. hatte schon sehr früh eine Ausbildung als Braumeister abgeschlossen. Er wurde gemeinsam mit seinen Brüdern George F. und Henry F. eingestellt. In Folge dieses Firmeneintritts wurde das Unternehmen in J. F. Wiessner & Sons Brewing Company umbenannt. Der Aufschwung hielt in den folgenden Jahren weiterhin an und es wurden Stück um Stück technische Neuerungen wie die maschinelle Kühlung eingeführt (1885) sowie der Brauereikomplex erweitert und renoviert (1887). Mittlerweile betrug die Produktionskapazität circa 100.000 Barrel pro Jahr und die Wiessner-Brauerei war eine der größten in Baltimore, obwohl sie ihre Kapazitäten nicht komplett auslastete: 1899 produzierte man ungefähr 70.000 Barrel Bier.
Am 4. Juni 1896 wurde der Besitz des Grundstücks, auf welchem die Brauerei stand, erstmals urkundlich festgehalten, da es sich bis dahin um einen rein mündlichen Pachtvertrag handelte. Im Jahr 1900 wurden eine Flaschenabfüllanlage und etliche Pferdeställe errichtet, um Platz für Brauereipferde zu schaffen – die Distribution über LKW wurde erst 1909 eingeführt.
Nach 34 Jahren als Präsident starb der Firmengründer John Frederick Wiessner im Jahr 1897 – die Leitung der Brauerei wurde seinem Sohn John Jr. übertragen. Im selben Jahr entschied sich die Wiessner-Familie gegen einen Anschluss an das Brauerei-Konglomerat der Maryland Brewing Company. Diese Entscheidung zahlte sich später aus und die Brauerei trotzte der starken Konkurrenz durch die Maryland Brewing Company. Im Jahr 1901 betrug die jährliche Produktionskapazität 150.000 Barrel. John Wiessner Jr. starb im Jahr 1906, sein Bruder George übernahm die Leitung des Unternehmens.
Im Jahr 1919 betrug der Ausstoß 110.000 Barrel, was den Höhepunkt der Produktion darstellte.  Zu dieser Zeit waren ungefähr 61 Angestellte in der Brauerei angestellt. Mit dem Beginn der Prohibition mussten die Wiessners auf die Produktion von niedrigalkoholischem Leichtbier umsteigen. Dieser Übergang war jedoch nicht erfolgreich und die Brauerei wurde 1921 geschlossen. George Wiessner starb im Jahr 1925, der letzte Bruder der Söhne des Gründers, Henry, übernahm das Unternehmen, wobei ihm tatsächlich nur mehr die Verwaltung des Grundstücks und des Gebäudes zukam. Im Jahr 1931 wurde der Brauereikomplex an die American Malt Company verkauft, welche diesen modernisierte und bis 1973 unter dem Namen American Brewery als Produktionsstandort verwendete.
Im Jahr 1934 wurde versucht, die J. F. Wiessner & Sons Brewing Company wiederzubeleben, was jedoch scheiterte.
Im Jahr 1973 wurde der Brauereikomplex in das National Register of Historic Places aufgenommen. Bis zum Jahr 2004 stand das Hauptgebäude leer, bis eine Non-Profit-Organisation einzog und es bis 2009 renovierte.